# Coupe d'Albanie de basket-ball
La coupe d'Albanie de basket-ball est une compétition de basket-ball organisée annuellement par la Fédération albanaise de basket-ball.

## Palmarès
- 1951 BK Partizan Tirana
- 1952 BK Partizan Tirana
- 1953 Non disputée
- 1954 Non disputée
- 1955 Non disputée
- 1956 Teuta Durrës
- 1957 BK Vllaznia
- 1958 BK Vllaznia
- 1959 Non disputée
- 1960 BK Partizan Tirana
- 1961 PBC Tirana
- 1962 PBC Tirana
- 1963 PBC Tirana
- 1964 Non disputée
- 1965 Teuta Durrës
- 1966 BK Vllaznia
- 1967 BK Vllaznia
- 1968 BK Vllaznia
- 1969 PBC Tirana
- 1970 BK Partizan Tirana
- 1971 PBC Tirana
- 1972 BK Partizan Tirana
- 1973 PBC Tirana
- 1974 Dinamo Tirana
- 1975 BK Partizan Tirana
- 1976 BK Partizan Tirana
- 1977 Standard Liège
- 1978 PBC Tirana
- 1979 Dinamo Tirana
- 1980 BK Partizan Tirana
- 1981 BK Vllaznia
- 1982 BK Partizan Tirana
- 1983 BK Partizan Tirana
- 1984 BK Partizan Tirana
- 1985 BK Vllaznia
- 1986 Dinamo Tirana
- 1987 BK Partizan Tirana
- 1988 PBC Tirana
- 1989 BK Partizan Tirana
- 1990 BK Partizan Tirana
- 1991 Dinamo Tirana
- 1992 Dinamo Tirana
- 1993 Dinamo Tirana
- 1994 BK Vllaznia
- 1995 BK Partizan Tirana
- 1996 BK Vllaznia
- 1997 Studenti Tiranë
- 1998 BK Vllaznia
- 1999 Dinamo Tirana
- 2000 PBC Tirana
- 2001 PBC Tirana
- 2002 PBC Tirana
- 2003 BK Valbona
- 2004 BK Valbona
- 2005 BK Valbona
- 2006 BK Valbona
- 2007 PBC Tirana
- 2008 PBC Tirana
- 2009 PBC Tirana
- 2010 Studenti Tiranë
- 2011 PBC Tirana
- 2012 PBC Tirana
- 2013 Kamza Basket
- 2014 BK Vllaznia
- 2015 BK Vllaznia
- 2016 Kamza Basket
- 2017 PBC Tirana
- 2018 PBC Tirana
- 2019 BC Teuta
- 2020 Goga Basket
- 2021 BC Teuta
- 2022 PBC Tirana
- 2023 BC Teuta
- 2024 PBC Tirana
- 2025 KB Besëlidhja Lezhë

## Bilan par club
| Club                | Victoires | Années |
| ------------------- | --------- | --- |
| PBC Tirana          | 20        | 1961, 1962, 1963, 1969, 1971, 1973, 1977, 1988, 2000, 2001, 2002, 2007, 2008, 2009, 2011, 2012, 2017, 2018, 2022, 2024 |
| BK Partizan Tirana  | 16        | 1951, 1952, 1960, 1970, 1972, 1975, 1976, 1978, 1980, 1982, 1983, 1984, 1987, 1989, 1990, 1995                         |
| BK Vllaznia         | 12        | 1957, 1958, 1966, 1967, 1968, 1981, 1985, 1994, 1996, 1998, 2014, 2015                                                 |
| Dinamo Tirana       | 7         | 1974, 1979, 1986, 1991, 1992, 1993, 1999                                                                               |
| BC Teuta            | 5         | 1956, 1965, 2019, 2021, 2023                                                                                           |
| BK Valbona          | 4         | 2003, 2004, 2005, 2006                                                                                                 |
| Kamza Basket        | 2         | 2013, 2016 |
| Studenti Tiranë     | 2         | 2007, 2010 |
| Goga Basket         | 1         | 2020 |
| KB Besëlidhja Lezhë | 1         | 2025 |